# Мєхов Олег Іванович
Олег Мєхов (рос. Олег Иванович Мехов; нар. 2 червня 1966) — радянський, російський та український футболіст, захисник та нападник.

## Життєпис
Олег Іванович Мєхов народився 2 червня 1966 року.
Розпочинав кар'єру футболіста у «Динамо» (Москва), але за першу команду так і не зіграв, він обмежився чотирма матчами за дубль у сезоні 1983 року. У наступному році перейшов у «Шахтар» (Караганда), за який відіграв повноцінний сезон у Другій лізі і дебютував у кубку СРСР. У 1985 році грав за «Динамо» (Кашира), про наступні два роки кар'єри футболіста даних немає. У 1988 році Мєхов виступав у складі курганського «Торпедо», куди прийшов з «Динамо-д» (Москва). У сезоні 1989 року перейшов у клуб «Червона Пресня», але потім ненадовго повернувся в Курган (клуб «Торпедо» перейменовано в «Зауралля»). У сезоні 1990 року він знову грав за московський клуб «Червона Пресня-Асмарал», а в 1991 році став гравцем кисловодського «Асмарала», звідки перейшов в гонконзький «Геппі Веллі».
Після розпаду СРСР Мєхов переїхав в Україну, де провів два сезони у Вищій лізі за «Верес». Потім футболіст вирушив до Німеччини, де відіграв два сезони за «Форвертс» (Дессау). Пізніше Олег повернувся в Україну, а потім — в Росію, де грав за клуби з нижчих ліг. Винятком став сезон 1994/95 років, коли Мєхов зіграв у чемпіонаті Гонконгу за «Геппі Веллі», з цим клубом він став фіналістом Hong Kong Senior Shield. Олег завершив кар'єру в 1997 році після повернення в «Асмарал».